# Língua mbukushu
Mbukushu ou Thimbukushu é uma língua banta falada por 45 mil ao longo da região leste do Kavango na Namíbia, onde é uma língua nacional, e por 50 mil pessoas em Botsuana, Angola e Zâmbia. 
Em Botsuana, é falado ao longo do rio Cuando no distrito noroeste. É falado na província de Cuando Cubango, no sudeste de Angola, e na Zâmbia, é falado ao longo do mesmo rio no sudoeste da província ocidental. 
Em 2022, foi selecionado entre uma variedade de línguas maternas para ser ensinado nas escolas primárias de Botsuana no ano de 2023. 
Mbukushu também é conhecido como Humbukushu ou Thimbukushu, e as pessoas que o falam se autodenominam Hambukushu. É uma língua nacional na Namíbia, é escrita com a escrita latina e é ensinada em escolas na Namíbia e em Botsuana. 
Mbukushu é uma das várias línguas bantu do Cabango que têm consoante des clique; Mbukushu tem três: tenuis c, sonoro gc, e nasalizado nc, bem como pré-nasalizado ngc, que variam entre os falantes como clique dental, palatal, e pós-alveolar.. A língua também tem uma glótica aproximente nasal surda.

## Fonologia

### Consoantes
|                   |               | Labial | Dental | Alveolar | Pós-alveolar./ Palatal | Velar | Glotal |
| ----------------- | ------------- | ------ | ------ | -------- | ---------------------- | ----- | ------ |
| Cliques           | surda         |        | ᵏǀ     |          |                        |       |        |
| Cliques           | sonora        |        | ᶢǀ     |          |                        |       |        |
| Cliques           | pré-nasal vl. |        | ᵑǀᵏ    |          |                        |       |        |
| Cliques           | pré-nasal vd. |        | ᵑǀᶢ    |          |                        |       |        |
| Nasal             | Nasal         | m      |        | n        | ɲ                      | ŋ     |        |
| Plosiva/ Africada | surda         | p      | t̪      | t        | tʃ                     | k     |        |
| Plosiva/ Africada | sonora        | b      |        | d        | dʒ                     | ɡ     |        |
| Plosiva/ Africada | pré-nasal     | ᵐb     | ⁿd̪     | ⁿd       | ⁿdʒ                    | ᵑɡ    |        |
| Fricativa         | surda         | f      | θ      | s        | ʃ                      |       | h      |
| Fricativa         | sonora        | v}     | ð      | (z)      | ʝ                      | ɣ     |        |
| Fricativa         | nasal         | ᶬv     | ⁿð     |          |                        |       | h̃      |
| Aproximante       | Aproximante   |        |        |          | j                      | w     |        |
| Vibrante          | Vibrante      |        |        | r        |                        |       |        |

- Os sons /s, z/ são ouvidos apenas em palavras emprestadas de outras línguas
- /j/ também pode ser ouvido como uma fricativa palatal [ʝ].[2]
- Click sounds may also range to being alveolar [ᵏǃ, ᶢǃ, ᵑǃᵏ, ᵑǃᶢ] or palatal [ᵏǂ, ᶢǂ, ᵑǂᵏ, ᵑǂᶢ].[3]

### Vogais
|         | Anterior | Central | Posterior |
| ------- | -------- | ------- | --------- |
| Fechada | i        |         | u         |
| Medial  | ɛ        |         | ɔ         |
| Aberta  |          | a       |           |

## Escrita
A língua usa o  alfabeto latino sem as letras L, Q, X, Z Usam-se as formas Ch, Dh, Gh, Ng, Ñ, Sh, Th, Ɔ, Ɛ.

## Amostra de texto
1.	O mabandela Nyambe azalisi likolo na nce.
2.	Nc’eliki bulunganu mpe mpamba; mpe liti liliki o likolo li mai ma ntongu: mpe Molimo mombe Nyambe monyengani yule‐yule o likolo li mai.
3.	Nyambe alobi ete, “Ncengi se lizalaka:” mpe ncengi lizali.
Português
1.	No princípio, Deus criou os céus e a terra. 
2.	E a terra era sem forma e vazia; e havia trevas sobre a face do abismo. E o Espírito de Deus se movia sobre a face das águas.
3.	 E disse Deus: Haja luz. E houve luz. 